# Kuoliosaari (ö i Petäjävesi, Kintaus)
Kuoliosaari är en ö i Finland. Den ligger i sjön Ala-Kintaus och i kommunen Petäjävesi i den ekonomiska regionen  Jyväskylä ekonomiska region  och landskapet Mellersta Finland, i den södra delen av landet, 240 km norr om huvudstaden Helsingfors. Öns area är 2,2 hektar och dess största längd är 270 meter i nord-sydlig riktning.   Ordet kuoliosaari åsyftar att ön har varit begravningsplats.